# Wolfenstein (игра)
Wolfenstein — компьютерная игра в жанре шутер от первого лица, разработанная компанией Raven Software и изданная Activision. Wolfenstein является сиквелом игры Return to Castle Wolfenstein 2001 года выпуска и использует игровой движок id Tech 4. Игра была выпущена для платформ Microsoft Windows, Xbox 360 и PlayStation 3. Выход игры состоялся 18 августа 2009 года в Северной Америке, 19 августа в Австралии и 21 августа в Европе. В сервисе цифровой дистрибуции Steam игра появилась 13 октября 2009 года.

## Игровой процесс
| Системные требования | Системные требования                             | Системные требования                             |
| -------------------- | ------------------------------------------------ | ------------------------------------------------ |
|                      | Рекомендации                                     |                                                  |
| Windows              |                                                  |                                                  |
| ОС                   | Windows XP, Windows Vista                        | Windows XP, Windows Vista                        |
| ЦПУ                  | Intel Pentium 4 3.2 ГГц/AMD Athlon 64 3400+      | Intel Pentium 4 3.2 ГГц/AMD Athlon 64 3400+      |
| Объём ОЗУ            | 1 Гб                                             | 1 Гб                                             |
| Место на диске       | 8 Гб                                             | 8 Гб                                             |
| Видеокарта           | NVIDIA Geforce 6800 или ATI Radeon X800 с 256 Мб | NVIDIA Geforce 6800 или ATI Radeon X800 с 256 Мб |
| Звуковая плата       | 100 % DirectX 9.0c совместимая звуковая карта    | 100 % DirectX 9.0c совместимая звуковая карта    |

Wolfenstein является игрой в жанре шутера от первого лица. Игрок берёт на себя роль Би-Джея Бласковица, главного героя большинства игр серии, который сражается с солдатами СС, потусторонними существами и монстрами, созданными нацистскими учёными для порабощения мира. Игрок также может с помощью медальона перемещаться в параллельное измерение под названием Тень, в котором нет теней. В игре есть как обычное оружие, такое как пистолет-пулемёт MP-40 и StG 44, так и «сверхъестественное», например, сравнимый по мощи с BFG9000 Ляйхенфауст или пушка «Тесла». Wolfenstein предоставляет различный ассортимент миссий, связанных между собой.
Медальон, кроме возможности перехода в параллельное измерение, также по ходу игры приобретает новые свойства: замедление времени, энергетический «щит», поглощающий выстрелы врагов и «суперсила», увеличивающая силу ваших выстрелов в несколько раз. Количество улучшений тулийского медальона определяется количеством найденных в городе и на миссиях Фолиантов Силы. Максимальное число необходимых фолиантов — 16, на заданиях можно добыть немногим больше — некоторые очень хорошо спрятаны. Также по всему миру раскиданы тайники с золотом, за которое потом можно улучшать оружие.
В отличие от прошлых и последующих игр серии в Wolfenstein используется автоматическая регенерация здоровья главного героя.
Как союзники, так и враги очень разговорчивы, от них можно узнать много дополнительной информации. Союзники могут также выдавать дополнительные мини-миссии — освобождение агентов, подслушивание разговоров в пивной, уничтожение радиовышек. Убийство противников оформлено максимально реалистично: они хрипят, обливаются кровью, летают, падают и теряют конечности от взрывов.
Оружие, боеприпасы, трофейное золото и источники информации (доски, сейфы, шкафы, письменные столы) переливаются светом и видны издалека, но порой расположены таким образом, что невозможно заметить их с первого раза (золото после окончания миссии по спасению агентов из штаба СС, золото в фонтане перед госпиталем и многое другое).
После выполнения очередной задачи в городе на ближайшей к пункту назначения улице случайным образом создаётся отряд врагов, к концу всё более разнообразных и сильных.

### Многопользовательский режим
В Wolfenstein есть многопользовательский режим с разделением на 3 класса: солдат, инженер и медик. Солдат может бросать взрывчатку с дистанционным взрывателем, использовать тяжёлое оружие и «удар тени», похожий по принципу действия на гранату. Медик может лечить и оживлять других солдат. Инженер может быстро бегать, минировать/разминировать постройки, строить сооружения и раздавать патроны.

## Сюжет
Сюжет игры Wolfenstein создан по мотивам мифов о нацистском оккультизме в криптоисторической фантастической вселенной: действия игры происходят во время Второй мировой войны в вымышленном городе Изенштадт (в русской локализации переведён как Айзенштадт), где присутствует магия и таинственные артефакты древних мифических цивилизаций. Также сюжет перекликается с сюжетом других игр серии. Так, последний босс Wolfenstein, Ганс Гроссе, также является первым боссом в игре Wolfenstein 3D. Также в игре участвует генерал Вильгельм Штрассе, также известный как «Тотенкопф», известный по игре Return to Castle Wolfenstein как разработчик суперсолдат. Прошедшие события — срыв операции «Возрождение» и программы суперсолдат — упомянуты в нескольких служебных записках в миссиях, предупреждающих об особой опасности главного героя. Также внешний вид тяжёлых пехотинцев немного напоминает броню суперсолдат.
В прологе спецагент Уильям «Би-Джей» Бласковиц (главный протагонист) проникает на немецкий линкор «Тирпиц», с борта которого нацисты намерены запустить на Лондон стратегические ракеты и минирует его, попутно убивая командира корабля, генерала Шоссхунда и крадя загадочный медальон. Внезапно нацисты разоблачают Би-Джея и окружают, затем он достаёт медальон и нацисты открывают по нему огонь, думая, что у Би-Джея бомба, но медальон создаёт силовое поле, которое защищает Би-Джея от пуль, а затем испепеляет его врагов до костей. Угнав гидросамолёт с «Тирпица», он сбегает с гибнущего линкора и возвращается в штаб-квартиру Управления Секретных Операций (УСО). Во время встречи, он узнаёт от директора, что медальону нужны специальные кристаллы под названием Нахтзонне, которые можно найти только в немецком городе под названием Айзенштадт, чтобы использовать его полную мощность. Нацисты под руководством Виктора Цетты, восходящей звезды Паранормальной дивизии СС Генриха Гиммлера, занимаются поиском и сбором кристаллов, которые они используют с пока что неясными целями. Теперь нужно выяснить, что это за проект «Нахтзонне» и по возможности, положить ему конец. Он также передаёт медальон УСО для дальнейшего исследования. Вскоре после этого Бласковица отправляют в Айзенштадт, но по прибытии поездом его прикрытие уже раскрыто неизвестным информатором — предположительно, в рядах Сопротивления завёлся «крот». Затем он встречается с Эриком Энгле и агентами «Кружка Крейсау», и вместе они взрывают поезд отдела спецопераций, после чего Бласковиц скрывается с вокзала и встречается с Каролиной Беккер, руководителем «Кружка Крейсау», попутно посетив Чёрный Рынок Штефана и Антона Крайге, где Бласковиц может улучшить оружие и силы. Бласковицу предстоит отправиться в зону археологических раскопок за городом, к которой приковано внимание нацистов и расследовать, что к чему. С этого и начинаются приключения Бласковица и эксперименты нацистов над миром Чёрного Солнца.
Проникнув на место раскопок, Би-Джей спасает молодого русского по имени Сергей Ковлов. Он также находит точную копию медальона, найденного им на Тирпице, который Ковлов называет Тулийским медальоном. Ковлов знакомит Бласковица с «Золотым Рассветом» — группой учёных, специализирующихся на оккультизме, основанной и возглавляемой доктором Леонидом Александровым. Он также показывает Бласковицу, как пользоваться медальоном. С кристаллом, предоставленным Ковловым, Бласковиц может войти за Завесу (в русской локализации переведена как Тень) — параллельное измерение, полностью отражающее нашу реальность, и служащее «пограничной территорией» между Землёй и измерением, известным как Чёрное Солнце. Находясь за Завесой Бласковиц может бегать быстрее, лучше видеть врагов (особенно в темноте), находить их слабые места, а также проходить через теневые стены, отмеченные символом Чёрного Солнца. Используя силу Завесы, ему удаётся остановить раскопки и уничтожить найденный нацистами полуразобранный каменный портал, после чего сбегает. По мере того, как Бласковиц выполняет больше миссий, он получает новое оружие и новые защитные и наступательные способности для тулийского медальона: жёлтый кристалл позволяет ему замедлять время и уклоняться от снарядов, синий кристалл развёртывает вокруг Би-Джея щит, который даёт ему временную неуязвимость, а красный кристалл значительно увеличивает урон, наносимый оружием, которое он использует. По ходу выполнения своей миссии он узнаёт, что нацисты пытаются использовать силу измерения Чёрного Солнца. С его помощью их цель — переломить ход войны против союзников. В конце концов, выполнив несколько миссий (в том числе и за «Золотой Рассвет»), Би-Джей проникает на консервный завод и убивает генерала Цетту, который под влиянием измерения Чёрного Солнца утратил человеческий облик и превратился в змееподобного монстра, истинный облик которого можно увидеть лишь за Завесой. Затем Чёрный Рынок, «Кружок Крейсау» и «Золотой Рассвет» переезжают в деловой центр Айзенштадта, чтобы избежать возмездия за смерть Цетты.
Вскоре после переезда, Каролину Беккер захватывают нацисты и заточают её в ближайшем замке. «Кружок Крейсау» и Би-Джей штурмуют крепость, чтобы спасти её. Оказавшись на вершине замка, на которой расположена машина, использующая энергию Чёрного Солнца, Бласковиц вновь встречает своего смертельного врага — обергруппенфюрера СС Вильгельма «Тотенкопфа» Штрассе, присланного на замену Цетте. Тотенкопф был удивлён, как ему везёт, узнав, что Би-Джей находится в Айзенштадте, он давно предвкушал возможность отомстить за фиаско программы суперсолдат. В ходе последовавшей борьбы, Ганс Гроссе, приспешник Тотенкопфа, ранит Каролину Беккер. Машина взрывается и в небе появляется гигантский пространственный разлом, из которого выходит насекомоподобная Королева Призраков. Тотенкопф и Гроссе сбегают, а Би-Джей сражается с монстром и побеждает. Вернувшись в город, Штефан Крайге сообщает Би-Джею, что он убил своего брата Антона, считая, что он был «кротом», который предал и Бласковица, и Каролину. Затем Бласковиц узнаёт от «Кружка Крейсау» и «Золотого Рассвета», что нацисты спешно выводят свои войска из Айзенштадта — оказывается, Тотенкопф планирует испытать на городе новое сверхмощное оружие массового поражения, работающее на энергии Чёрного Солнца. Оружие это установлено на цеппелине, который завис над городом с тех пор, как Бласковиц впервые прибыл в Айзенштадт.
В конце концов, прорвавшись через занятый нацистами аэродром, Бласковиц попадает на цеппелин, где находит доктора Александрова, беседующего с Тотенкопфом и Гроссе. Бласковиц подслушивает разговор и понимает, кто именно рассказал о его прибытии в Айзенштадт, и кто устроил ловушку на Каролину Беккер. Затем Гроссе убивает доктора Александрова по приказу Тотенкопфа и вместе они уходят в мир Чёрного Солнца через найденный нацистами портал, чтобы подготовить оружие к залпу. Бласковиц с боем открывает портал и следует за ними. Попав в мир Чёрного Солнца, он настигает Тотенкопфа и Ганса Гроссе, охраняющего машину, заряжающую сверхоружие Тотенкопфа. Тот встречает Би-Джея в костюме суперсолдата с двумя пулемётами и Тулийским медальоном, таким же как у Бласковица. В последовавшей смертельной схватке, Би-Джей одерживает верх и убивает Ганса, вонзив кристаллы Нахтзонне из своего медальона в его медальон, после чего он уничтожает устройство Тотенкопфа, но тот убегает через портал в реальный мир, чтобы Би-Джей не схватил его. Выбравшись из мира Чёрного Солнца, Би-Джей замечает, что на цеппелине уже бушует пожар и гремят взрывы, от которых дестабилизируется тулийский портал и сверхоружие. Выбежав на наружную палубу, Би-Джей выхватывает парашют у одного из рядовых бойцов Вермахта, и спрыгивает с обречённого дирижабля, который тут же взрывается. Би-Джей приземляется недалеко от города и смотрит как горящий цеппелин терпит крушение в столкновении с замком — в катастрофе вместе с цеппелином разрушается тулийский портал и сверхоружие Тотенкопфа, что тем самым закрывает все пути доступа в мир Чёрного Солнца раз и навсегда. Тотенкопф же не успевает эвакуироваться вовремя. Бласковиц достаёт тулийский медальон и замечает, что он превратился в оплавленный комок металла и стекла, ведь медальон утратил свою силу при разрушении портала, Бласковиц выбрасывает исчерпавший свою пользу артефакт и уходит. «Кружок Крейсау» успешно освобождает Айзенштадт от нацистского гнёта и город переходит под их контроль, но увы, «Золотой Рассвет» прекратил своё существование, и несмотря на предательство Александрова, они могли бы стать ценными союзниками. А что касается Тотенкопфа, Би-Джею хочется верить, что он погиб в катастрофе, но у него предчувствие, что об этом злодее ещё услышат.
Вскоре оказывается, что Би-Джей был прав: после заключительных титров показана сцена с руинами замка вперемешку с горящими обломками цеппелина, из-под которых вылезает раненый, но чудом выживший Тотенкопф и в порыве отчаяния и невыносимой ярости кричит, проклиная Бласковица.

## Разработка
Впервые игра была анонсирована в 2004 году во время интервью Тодда Холленсхеда каналу TechTV.
16 марта 2009 года в интернет попало несколько десятков скриншотов игры, однако компания Activision не подтвердила их аутентичность.
21 марта 2009 года вышел первый игровой ролик к игре, в котором был показан геймплей.

### Игровой движок
Wolfenstein использует игровой движок id Tech 4, который был разработан компанией id Software и впервые использовался в шутере Doom 3 2004 года выпуска. В Wolfenstein используется последняя версия id Tech 4, предыдущая использовалась в Enemy Territory: Quake Wars. В отличие от неё, в версии движка для Wolfenstein были добавлены эффекты глубины резкости, мягкие тени, различные эффекты пост-процессинга, физический движок Havok, новые шейдеры.
Wolfenstein является первой игрой от id Software, которая не была выпущена под Linux и не планируется к выпуску для него. Тимоти Бессет (англ. Timothee Besset), сотрудник id Software, который занимается портированием её игр на Linux, заявил: «Вряд ли новая игра Wolfenstein будет выпущена под Linux. Для этого ничего не делалось в компании, и я не принимал никакого участия в проекте».

## Отзывы и критика
| Сводный рейтинг       | Сводный рейтинг                           |
| Агрегатор             | Оценка                                    |
| --------------------- | ----------------------------------------- |
| GameRankings          | (PC) 74,30 % (X360) 73,88 % (PS3) 73,33 % |
| Metacritic            | (PC) 74/100 (PS3) 71/100 (X360) 72/100    |
| «Критиканство»        | 74/100                                    |
| Иноязычные издания    |                                           |
| Издание               | Оценка                                    |
| Destructoid           | 7/10                                      |
| Edge                  | 5/10                                      |
| Eurogamer             | 6/10                                      |
| G4                    | 3/5                                       |
| Game Informer         | 7,25/10                                   |
| GameRevolution        | B-                                        |
| GameSpot              | 7,5/10                                    |
| GameSpy               | [ 26 ]                                    |
| GamesRadar+           | 8/10                                      |
| GameStar              | 69/100                                    |
| GameTrailers          | 6,8/10                                    |
| GameZone              | 8,5/10                                    |
| Giant Bomb            | [ 31 ]                                    |
| IGN                   | 7,3/10                                    |
| Jeuxvideo.com         | 12/20                                     |
| TeamXbox              | 7,7/10                                    |
| The Daily Telegraph   | 7/10                                      |
| Русскоязычные издания |                                           |
| Издание               | Оценка                                    |
| 3DNews                | 7,5/10                                    |
| Absolute Games        | 59 %                                      |
| Gameplay              | 3/5                                       |
| «PC Игры»             | 6,5/10                                    |
| PlayGround.ru         | 7,1/10                                    |
| StopGame.ru           | «Похвально»                               |
| «Игромания»           | 8/10                                      |
| «Игры Mail.ru»        | 8/10                                      |
| «ЛКИ»                 | 86 %                                      |
| «НИМ»                 | 7,6/10                                    |
| «Страна игр»          | 7/10                                      |

Игра получила смешанные оценки. Журнал «Игромания» поставил Wolfenstein 8 из 10 баллов и, подводя итоги 2009 года, отметил наградой «B-movie года».